# 窦建德
窦建德（573年—621年8月3日），贝州漳南县（今河北省衡水市故城县东北）人。隋末民變领袖之一，于乐寿称王改元。后在虎牢之戰中兵败被俘，遭斬首於長安。

## 生平
竇建德世代务农，自称是汉景帝母亲窦太后之父安成侯窦充的后代，曾担任里长，“重然許，喜俠節”。大业七年（611年），隋炀帝徵召民众远征高句丽，建德被选为二百人长。
因协助孙安祖起义，家人被杀害，被迫投靠高鸡泊（今河北省衡水市故城縣）西南起义军领袖高士达。大業十二年，高士達以竇建德為軍司馬，建德襲殺隋涿郡通守郭絢，聲勢大振。同年高士达陣亡，建德為士達發喪，招集散亡，遂领导餘部袭击饶阳（今河北省衡水市饶阳縣），佔据平原（今山东省德州市陵城區）。由於他善待部下，從不屠城，各方百姓民众纷纷投奔，军队发展到十万人。
大業十三年正月，在乐寿（今河北省沧州市献县）称长乐王，年号丁丑，积极扩张领地。隋炀帝命涿郡留守薛世雄率三万支援东都洛阳，行至在河间為建德之軍所偷袭，全军覆没。河北大部郡县皆受竇建德統治。
唐高祖武德元年（618年）冬至在乐寿称夏王，改元五凤，河北諸軍皆來歸附。武德二年時（619年），建德已領有黃河以北大部分地區。至此，建德遣使到洛阳见隋越王杨侗，北连突厥。王世充废杨侗称帝之後，建德也自立建立天子朝度，但仍稱夏王。同年建德擒杀宇文化及於山東聊城（今山東省聊城市東北），尊崇蕭皇后（隋炀帝之皇后），後護送蕭皇后及孫兒楊政道到東突厥依靠義成公主。随後选用隋朝官员，裴矩被任命為右僕射，定朝儀、制律令、興文教，八月，建德遷都洺州（今河北省邯鄲市永年区東南）。
武德四年（621年），李世民围攻洛阳，建德率軍十餘萬援王世充，进逼虎牢關（今河南省鄭州市荥阳市），國子監祭酒凌敬勸諫建德改變作戰計劃：率主力渡黃河，攻取懷州、河陽，再翻越太行山，入上黨，攻佔汾陽、太原，下蒲津（今山西省運城市永濟市西），攻取長安。惟建德不從，五月与李世民进行虎牢决战，大敗，墮馬被俘。
世民責備建德：“我征王世充，關你何事，你越界而來，冒犯我軍士的鋒銳！”建德說：“今日不自己來，恐怕有勞你遠取。”王世充遂開城投降，裴矩以洺州降唐。621年七月，建德被杀於长安。

## 后事
因为窦建德仁厚，许多河北居民都对李渊处死他感到愤慨。当唐朝疯狂剥夺河北士族的权利，征召他们入朝时，河北士族认为他们的生命已被威胁了。窦建德故友劉黑闥復據竇建德原有的地區，但先後為秦王李世民、太子李建成擊敗。最终被杀。

## 妻子
- 曹氏

## 流行文化
- 2001年电视剧《乱世桃花》：刘海军饰
- 2005年电视剧《秦王李世民》：刘卫华饰
- 2006年电视剧《贞观之治》：臧金生饰
- 2012年电视剧《隋唐英雄》：吕毅饰